# Déclaration de naissance
La déclaration de naissance est une notification de naissance faite habituellement par un parent du nouvel enfant ou par une autre personne ayant constaté la naissance. 

## En Belgique
La mère, le père ou les deux doivent déclarer l'enfant dans les 15 jours après sa naissance auprès du service de l'état civil de la commune où il est né qui établira un acte de naissance et fournira diverses attestations servant à la reconnaissance des droits liés à la naissance.
Au plus tard le jour ouvrable qui suit la naissance, le prestataire de soins qui assiste à la naissance transmet un avis de naissance à l'état civil de la commune où a eu lieu la naissance.
Une déclaration de naissance doit être établie pour tout nouveau-né, indépendamment de la durée de la gestation et pour les  mort-nés, nés après une durée de gestation d'au moins 28 semaines (date des dernières règles).

## En France

### Débiteurs de l'obligation
En droit français, la naissance doit pouvoir être prouvée par une déclaration de naissance délivrée par un officier d'état civil de la mairie du lieu de l'accouchement, et dans les cinq jours (article 54 de la loi du 18 novembre 2016 « de modernisation de la justice du XXIe siècle » qui fait passer le délai de 3 à 5 jours à compter du 18 novembre 2016) :
« Les déclarations de naissance sont faites dans les cinq jours de l'accouchement, à l'officier de l'état civil du lieu.

Par dérogation, ce délai est porté à huit jours lorsque l'éloignement entre le lieu de naissance et le lieu où se situe l'officier de l'état civil le justifie. Un décret en Conseil d'Etat détermine les communes où le présent alinéa s'applique.
Lorsqu'une naissance n'a pas été déclarée dans le délai légal, l'officier de l'état civil ne peut la relater sur ses registres qu'en vertu d'un jugement rendu par le tribunal de l'arrondissement dans lequel est né l'enfant, et mention sommaire en est faite en marge à la date de la naissance. Si le lieu de la naissance est inconnu, le tribunal compétent est celui du domicile du requérant. Le nom de l'enfant est déterminé en application des règles énoncées aux articles 311-21 et 311-23. 

En pays étranger, les déclarations aux agents diplomatiques ou consulaires sont faites dans les quinze jours de l'accouchement. Toutefois, ce délai peut être prolongé par décret dans certaines circonscriptions consulaires. »
— Article 55 du Code civil
Le décret du 2 mars 2017 relatif au délai de déclaration de naissance précise que le jour de l'accouchement n'est pas compté dans le délai de déclaration de naissance. Par ailleurs, lorsque le dernier jour du délai est un samedi, un dimanche, un jour férié ou chômé, ce délai est prolongé jusqu'au premier jour ouvrable suivant.
Enfin, le décret établit la liste des communes du département de Guyane où ce délai est porté à 8 jours du fait de l'éloignement entre le lieu de naissance et le lieu où se situe l'officier de l'état civil (communes d'Apatou, d'Awala-Yalimapo, de Camopi, de Grand Santi, d'Iracoubo, de Mana, de Maripasoula, d'Ouanary, de Papaïchton, de Régina, de Saint-Élie, de Saint-Georges, de Saint-Laurent du Maroni, de Saül et de Sinnamary) (art. 272 de l'IGREC).
| Jour de l'accouchement | Dernier délai |
| Lundi                  | Lundi         |
| Mardi                  | Lundi         |
| Mercredi               | Lundi         |
| Jeudi                  | Mardi         |
| Vendredi               | Mercredi      |
| Samedi                 | Jeudi         |
| Dimanche               | Vendredi      |
| ---------------------- | ------------- |

La déclaration de naissance pourra être faite par le père ou, à défaut, par toutes les autres personnes qui auront pu assister à l'accouchement. Ce n'est qu'à défaut du père que naît l'obligation d'autrui de déclarer la naissance. En l'absence du père, l'obligation de faire cette déclaration est imposée indistinctement à toutes les personnes ayant assisté à l'accouchement, la loi n'ayant établi entre elles aucun ordre successif :
« La naissance de l'enfant sera déclarée par le père, ou, à défaut du père, par les docteurs en médecine ou en chirurgie, sages-femmes, officiers de santé ou autres personnes qui auront assisté à l'accouchement ; et lorsque la mère sera accouchée hors de son domicile, par la personne chez qui elle sera accouchée.

L'acte de naissance sera rédigé immédiatement. »
— Article 56 du Code civil
L'obligation de déclarer la naissance n'est pas imposée à la mère, mais la déclaration de naissance peut émaner d'autres personnes que celles qu'énumère l'article 56, et notamment de la mère elle-même, particulièrement lorsque l'accouchement a eu lieu sans témoins ou lorsque les personnes visées par l'art. 56 sont dans l'impossibilité de faire la déclaration.
L'objectif est d'avoir une preuve officielle que l'enfant est né vivant. L'officier de l'état civil doit donc s'assurer d'une part que l'enfant n'a pas été volé ni adopté illégalement et d'autre part que l'enfant est bien né vivant. Pour ce faire l'officier de l'état civil réclamera probablement un certificat médical mais il peut aussi aller au chevet de l’accouchée.

### Déclaration judiciaire de naissance
À défaut, si la condition de délai légale de 5 jours n'est pas respectée, l'officier d'état civil ne pourra déclarer la naissance et l'inscrire dans les actes de l'état civil qu'après un jugement supplétif, rendu par le tribunal de l'arrondissement dans lequel est né l'enfant. Ce n'est qu'ensuite que la déclaration pourra être dressée,. 
Dans l'hypothèse où un enfant serait trouvé, l'officier d'état civil doit dresser un procès-verbal, puis, un acte tenant lieu d'acte de naissance. 
Dans tous les cas, il a été jugé qu'un intérêt d'ordre public s'attache à ce que toute personne soit pourvue d'un état civil. Chaque personne a droit à un état civil, et doit en jouir.

### Mentions de la déclaration de naissance
La déclaration de naissance doit comporter :
- le jour, l'heure et le lieu de la naissance ;
- le sexe de l'enfant ;
- les prénoms qui lui seront donnés ;
- le nom de famille (qui, depuis le 1er janvier 2005, peut être choisi par les parents) ;
- les prénoms, noms, âges, professions et domiciles des père et mère et, s'il y a lieu, ceux du déclarant.

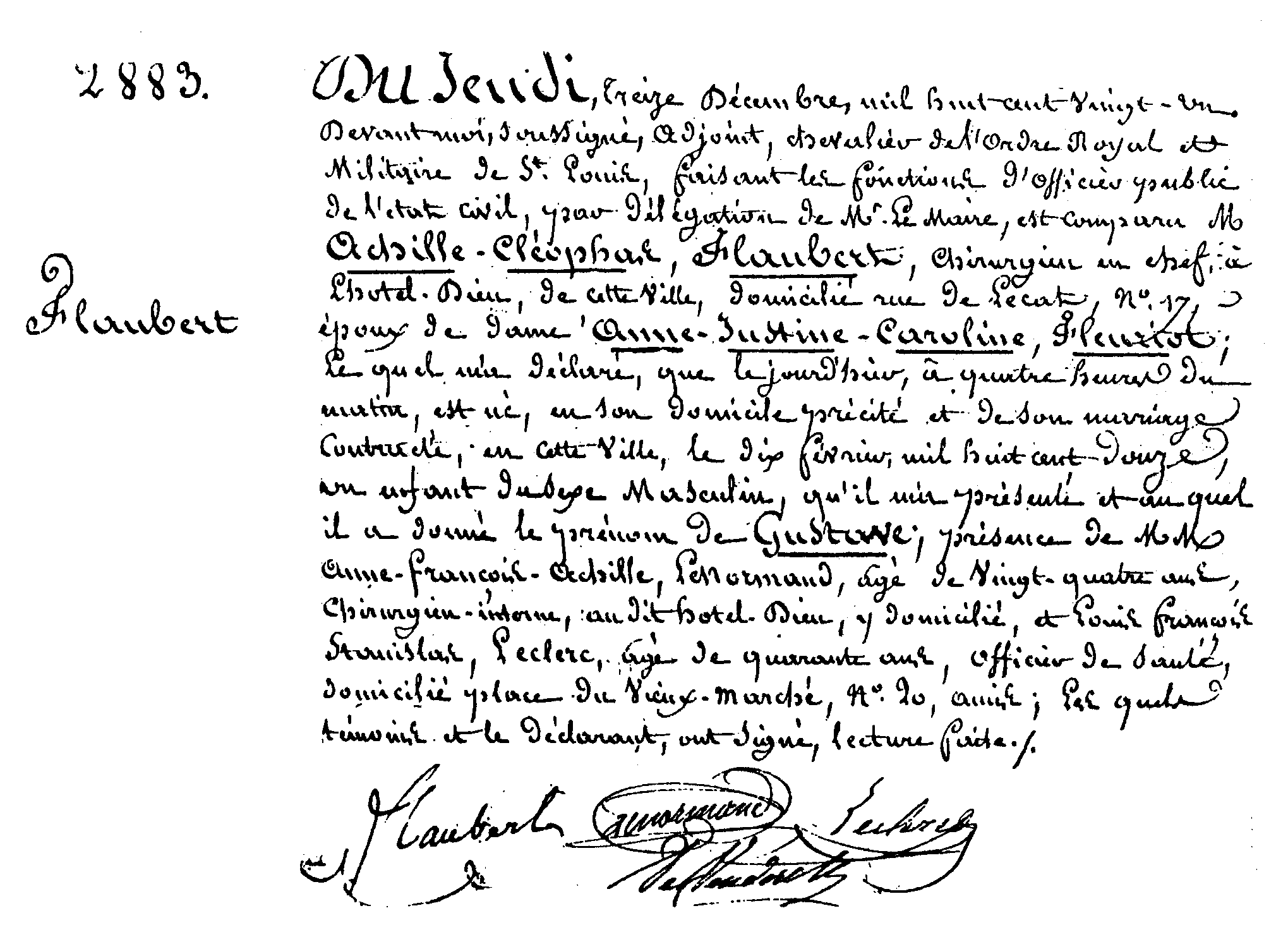
L'acte de naissance de Gustave Flaubert en 1821.

D'autres informations doivent être présentes sur la déclaration de naissance :
« Les actes de l'état civil énonceront l'année, le jour et l'heure où ils seront reçus, les prénoms et nom de l'officier de l'état civil, les prénoms, noms, professions et domiciles de tous ceux qui y seront dénommés.

Les dates et lieux de naissance :
a) Des parents dans les actes de naissance et de reconnaissance ;
b) De l'enfant dans les actes de reconnaissance ;
c) Des époux dans les actes de mariage ;
d) Du décédé dans les actes de décès,

seront indiqués lorsqu'ils seront connus. Dans le cas contraire, l'âge desdites personnes sera désigné par leur nombre d'années, comme le sera, dans tous les cas, l'âge des déclarants. En ce qui concerne les témoins, leur qualité de majeur sera seule indiquée. »
— Article 34 du Code civil
Aucune autre mention (à l'exception d'éventuels titres nobiliaires) ne doit être portée par l'officier d'état civil.
Ensuite, l'officier de l'état civil lit la déclaration de naissance, « invite [les parties] à en prendre directement connaissance », puis, l'officier de l'état civil, les comparants et les témoins signent la déclaration.